# Arsenio González
Arsenio González Gutiérrez (Yudego, 9 marzo 1960) è un ex ciclista su strada spagnolo, professionista dal 1983 al 1998.

## Palmarès

### Strada
- 1982 (Dilettanti, una vittoria)

Classifica generale Volta da Ascension
- 1983 (Kelme, una vittoria)

5ª tappa - parte b Volta a Cantabria (Sarón > Santander)
- 1988 (Teka, una vittoria)

5ª tappa Volta Ciclista a Catalunya (Bagà > Espot)
- 1989 (Teka, una vittoria)

5ª tappa Grande Prémio Internacional de Torres Vedras (Sobral de Monte Agraço > Lourinhã)
- 1990 (Teka, una vittoria)

5ª tappa Grande Prémio Internacional de Torres Vedras (Caldas da Rainha > Vila Franca de Xira)
- 1996 (Mapei-GB, due vittorie)

Clásica de Sabiñánigo
Circuito de Getxo

#### Altri successi
- 1988 (Teka)

Classifica scalatori Volta Ciclista a Catalunya

## Piazzamenti

### Grandi Giri
- Giro d'Italia

1995: 21º
1997: 55º
1998: 52º
- Tour de France

1988: 97º
1992: 20º
1993: non partito (3ª tappa)
1994: 40º
1995: 23º
1996: 24º
1997: ritirato (2ª tappa)
- Vuelta a España

1983: 33º
1984: 50º
1985: 35º
1986: 43º
1991: 52º
1992: 24º
1993: 23º
1994: 24º
1996: 36º
1997: 47º
1998: 31º

### Classiche monumento
- Milano-Sanremo

1987: 86º
1992: 97º
1993: 49º
- Liegi-Bastogne-Liegi

1992: 63º
1993: 36º
- Giro di Lombardia

1991: 45º

### Competizioni mondiali
- Campionati del mondo

Goodwood 1982 - In linea Dilettanti: 72º
Benidorm 1992 - In linea Professionisti: 31º
Agrigento 1994 - In linea elite: ritirato